# Eckenreuth
Eckenreuth ist ein Gemeindeteil der Stadt Betzenstein im Landkreis Bayreuth (Oberfranken, Bayern). Eckenreuth liegt in der Gemarkung Stierberg.

## Geografie
Das Dorf liegt in der Nördlichen Frankenalb zwei Kilometer südsüdöstlich des Ortszentrums von Betzenstein auf einer Höhe von 489 m ü. NHN.

## Geschichte

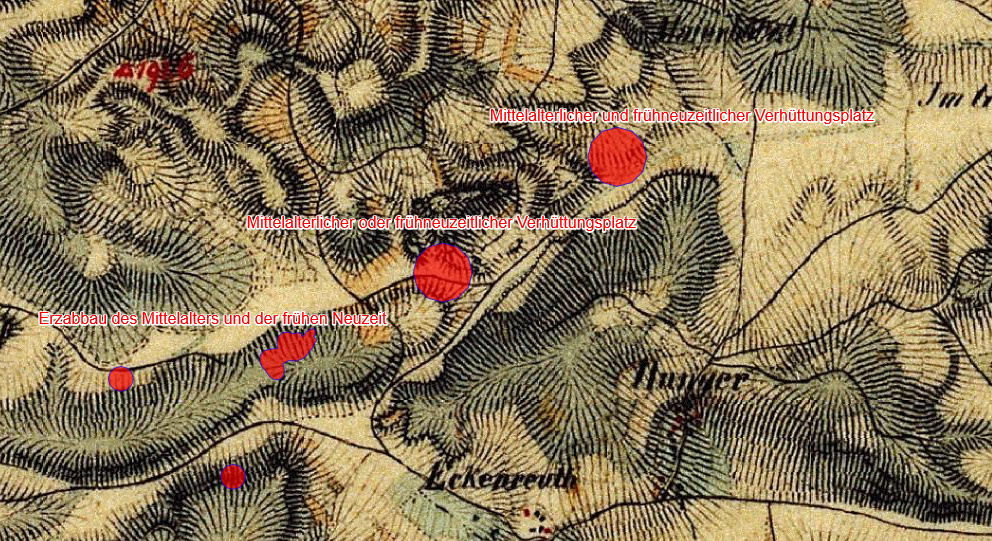
Lageplan von Eckenreuth in der Bayerischen Uraufnahme

Der Ort wurde 1276 als „Egenruthe“ erstmals urkundlich erwähnt. Das Bestimmungswort ist der Personenname Ecko, das Grundwort -reuth bezeichnet eine Rodung.
580 m nordwestlich von Eckenreuth lag eine Erzabbaustelle. Diese wird als Bodendenkmal unter der Aktennummer D-4-6334-0039 im Bayernatlas als „Erzabbau des Mittelalters und der frühen Neuzeit“ geführt. 560 m nördlich liegt ein historischer Verhüttungsplatz für Eisenerz (Aktennummer D-4-6334-0041 im Bayernatlas bezeichnet als „mittelalterlicher oder frühneuzeitlicher Verhüttungsplatz“), ein zweiter befindet sich 800 m nordnordöstlich von Eckenreuth (Aktennummer D-4-6334-0040 im Bayernatlas bezeichnet als „mittelalterlicher und frühneuzeitlicher Verhüttungsplatz“). Es handelt sich dabei um sog. „fabricae pedales“ aus dem 14. Jahrhundert, d. h. Werke, bei denen das Erz mit Muskelkraft zerkleinert und verhüttet wurde.
Durch das Gemeindeedikt zu Beginn des 19. Jahrhunderts wurde der Ort ein Bestandteil der Ruralgemeinde Stierberg. Im Zuge der Gebietsreform in Bayern wurde Eckenreuth zusammen mit der Gemeinde Stierberg am 1. Januar 1972 in die Stadt Betzenstein eingegliedert.

## Verkehr
Die Anbindung an das öffentliche Straßenverkehrsnetz wird durch drei Gemeindeverbindungsstraßen hergestellt, die den Ort mit der Staatsstraße St 2163, sowie mit Betzenstein und Plech verbinden. Eine Auffahrt zur Bundesautobahn 9 ist an der Anschlussstelle Plech drei Kilometer östlich der Ortschaft möglich.